# 비버리 워시번

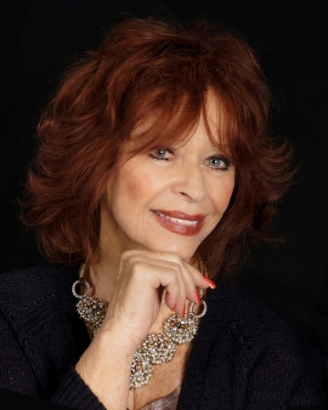

비버리 워시번(Beverly Washburn, 1943년 11월 25일 ~ )은 미국의 배우, 텔레비전 배우, 영화배우이다.
로스앤젤레스에서 태어났다.

## 영화
- 샌프란시스코 수사반 (1972년)
- 스파이더 베이비 (1968년)
- 올드 옐러 (1957년)
- 론 레인저 (1956년)
- 셰인 (1953년)
- 히어 컴스 더 그룸 (1951년)
- 슈퍼맨과 모울맨 (1951년)